# Expertise psychologique judiciaire en France

## Description
Suivant les règles de la procédure pénale, le magistrat désigne pour cela un psychologue professionnel confirmé, l'expert (le juge peut confier l'expertise conjointement à plusieurs experts, on parlera alors de collège d'experts), qui devient un véritable acteur judiciaire. En France, il a le statut de collaborateur occasionnel du service public, qu'il soit un praticien libéral ou hospitalier, et est payé entre 30 et 200 euros maximum selon le type d'expertise en matière de procédures pénales.
Le produit de l'expertise prend la forme d'un rapport répondant strictement aux questions du magistrat. L'expert peut être amené à intervenir au procès.

### Psychologue expert judiciaire
Aujourd’hui, le psychologue doit, pour pouvoir exercer sa profession en faisant usage de ce titre, être en mesure d'attester d'un cursus complet en psychologie (DEUG-Licence-Maîtrise-DESS, Licence-Master ou autres diplômes prévus par la réglementation), ce qui correspond généralement à un minimum de cinq ans d'études universitaires.
Devenir expert judiciaire est, en France, une démarche volontaire. Le professionnel estimant avoir suffisamment d'expérience et de connaissances pour apporter son concours à la justice peut proposer son aide en adressant son dossier de candidature au procureur de la République du tribunal de grande instance dont dépend son secteur d'activité.
S'il respecte les conditions fixées par le décret no 2004-1463 du 23 décembre 2004 relatif aux experts judiciaires et que sa candidature est validée par un collège d'experts (psychiatres et psychologues) et par le procureur, le nouvel expert prête serment puis est inscrit sur la liste des experts judiciaires dressée par la cour d'appel.
Bien qu'aucune formation spécifique à l’expertise ne soit exigée, il existe plusieurs diplômes universitaires (D.U.) qui préparent à cette fonction particulière.

## Différents types d'expertise

### Expertise psychologique en matière pénale

#### Expertise pré-sentencielle
L'expertise « psychiatrique », créée au XIXe siècle, vise à définir le degré de responsabilité pénale d'un criminel et son éventuelle dangerosité. Quant à l'étude psychologique du délinquant, elle est née en France avec l’ordonnance de 1945 concernant les mineurs. Sa finalité était de privilégier, chez un être encore en formation, des mesures d’éducation, rééducation ou soin.
En 1958, la réforme du Code de procédure pénale ainsi que celle des Codes à autorisation routière et la création du dossier de personnalité, étendit aux adultes cette pratique déjà expérimentée auprès des mineurs. Prendre en compte les conditions d’existence et l’histoire d’un sujet, accorder de l’importance à ses capacités, ses manques, son potentiel latent, apparaissait souhaitable, et l’ordonnance du 23 décembre 1958 en explicitait la finalité : « l’établissement d’une justice plus équitable et plus humaine ».
À partir de là, le juge d’instruction peut ordonner, entre autres mesures, un examen psychologique du sujet mis en examen. Mais s'il s’agit, dans cet examen comme dans l'ensemble du dossier de personnalité, de fournir au juge d'instruction des éléments d’appréciation sur le mode de vie présent et passé du sujet, il est bien précisé (Art. D16 du code de procédure pénale) que la finalité de ce dossier n’est pas de « rechercher des preuves de la culpabilité » et qu’il ne faut pas « en tirer de conclusions touchant l’affaire en cours ».
L'expertise psychologique ne concerne donc pas le crime en lui-même. Il s'agit d’analyser un fonctionnement mental, de décrire une structure de personnalité, de montrer comment l'histoire du sujet a pu infléchir son mode d’être. Cela pourra faciliter la compréhension de ce sujet-là, éclairer sur ses modalités réactionnelles, ses désirs, ses angoisses. La victime ne devient une réelle préoccupation pour la justice et les pouvoirs publics qu’à partir des années 1980 avec, en 1982 la commission d'études et de propositions dans le domaine de l'aide aux victimes, commission créée par Robert Badinter alors Garde des Sceaux et présidée par le professeur Milliez.
La victime sera désormais prise en compte dans le procès pénal et le principe est posé d’une réparation intégrale des préjudices subis par les victimes de dommages corporels graves, de violences sexuelles et de l'indemnisation des parents de victimes décédées. Les juges d'instruction, qui ont toute latitude pour ordonner les mesures qui leur paraissent utiles, se sont alors mis à demander une expertise psychologique des victimes. Il s'agissait — dans l'optique d’une éventuelle réparation — d'évaluer l'impact du traumatisme subi, de donner un avis sur les séquelles à craindre et les traitements à envisager. Ce qui constitue une mission relevant tout à fait de la compétence des experts de la personnalité, et du psychologue en particulier.

#### Expertise post-sentencielle
Avant les années 1990, l'expertise psychiatrique en vue de la libération d'une personne condamnée était possible mais elle ne revêtait pas un caractère obligatoire. C'est seulement avec la loi du 17 juin 1998 que l'on est passé de la faculté d'ordonner une expertise à l'obligation d'expertise, particulièrement pour les auteurs de violences sexuelles. Alors que l'expertise pré-sentencielle détermine le degré de responsabilité pénale d'un justiciable, l'expertise post-sentencielle permet d'évaluer l'indication d'une injonction de soins.

### Expertise en matière civile
Le psychologue est également sollicité dans le cadre des Chambres de la famille, lorsque des problèmes se posent au cours des procédures de divorce. Il s’agit alors d’aider le magistrat à statuer sur l’exercice de l’autorité parentale et à organiser les droits de visite et d’hébergement des enfants. Il s’agit là d’un travail complexe d’investigations psychologiques tant auprès des enfants que des parents et de leurs éventuels compagnons. L’expert se doit de fournir un rapport objectif et de motiver clairement ses conclusions.
Il faut savoir cependant que le magistrat qui a ordonné l’expertise n’est pas tenu de se conformer aux conclusions de l’expertise.
La réparation des dommages corporels, tout en étant confiée à un médecin peut également donner lieu à l’intervention d’un psychologue tant pour effectuer un bilan neuropsychologique que pour évaluer le retentissement du traumatisme et de la perte chez le sujet.

## Méthodes de travail du psychologue expert
Il s'agit, pour l'expert psychologue clinicien, d'observer un sujet dans sa globalité, d'essayer d'expliquer son mode d'être, sa dynamique propre, en fonction de son histoire et de ses capacités psychiques, voire de conseiller les mesures qui semblent appropriées pour faciliter une meilleure intégration sociale. Le psychologue a recours, dans le domaine de l'expertise comme dans les autres actes de sa vie professionnelle, aux méthodes de la clinique. C'est-à-dire qu’il procèdera, d'une part, à un ou plusieurs entretiens, et que, d'autre part, il pourra être amené à pratiquer des tests.
L'approche d'un sujet et le travail d'écoute à l'œuvre au cours de l'entretien clinique constituent des méthodes de travail très spécifiques, et, de même que les tests psychologiques, outils précieux de l'expert, demandent une formation spécialisée et une solide expérience.

## Problèmes liés à la situation d’expertise: le psychologue et la justice
En ce qui concerne l'expertise psychologique du sujet délinquant, il ne s'agit pas, répétons-le, de s'occuper du « fond de l'affaire » ni d’apporter des éléments concernant « l'établissement de la culpabilité du prévenu » (art. 81). Mais l'expert peut se trouver là entraîné dans une situation paradoxale. On peut, par exemple, lui demander d'expliquer, « à titre d'hypothèse » comment, eu égard aux caractéristiques de sa personnalité et aux circonstances dans lesquelles il s'est trouvé, le sujet a été amené à accomplir les actes qui lui sont reprochés.
Si l'imputation des actes est problématique, si le sujet nie les avoir perpétrés, l'expert peut-il répondre à cette question ? La déontologie de l'expert — comme la reconnaissance des limites de sa compétence — lui impose une grande prudence. En effet, décrire une intolérance grave à la frustration, une forte tendance à l'impulsivité peut permettre de comprendre qu'un tel sujet, dans une situation donnée, puisse porter des coups ayant entraîné la mort (surtout s'il jouit d'une grande force physique). Mais si l'expert peut être sûr des caractéristiques de cette personnalité, s'il peut parler de « potentialités » de violences, il ne peut en aucun cas assurer que c'est bien ce sujet-là qui a commis le meurtre pour lequel il est mis en examen. Il ne peut le dire pour deux ordres de raison :
- une raison juridique : il n'a pas à apporter de lumières sur la culpabilité du prévenu. Cette tâche est dévolue au juge et aux policiers ;
- une raison technique : de la description d'un mode d'être, réalité psychique intérieure, on ne peut faire le saut dans la réalité extérieure, de l'ordre des faits. Et cela même si on utilise le concept de « profil », emprunté à Claparède et qui désigne l'ensemble des caractéristiques d'une personnalité : on ne décrit que des potentialités. On peut rêver de meurtre sans jamais passer à l'acte. Ou bien s'il y a eu passage à l'acte, il a pu avoir lieu ailleurs et en un autre temps.

L'enquête de police et l'instruction sont là pour travailler dans la réalité des faits. Le champ de compétence du psychologue est ailleurs.
Dans le cadre de l’examen des victimes, le scandale de l'affaire dite « d'Outreau » a mis sur le devant de la scène les dérives possibles. En effet, cet examen - qui devait viser la constatation du dommage subi - est progressivement devenu une « expertise de crédibilité » qui viserait à établir, non plus l'état de la personne plaignante, mais la réalité des faits parce que, de crédibilité on est passé à véracité. Un expert peut analyser la capacité du sujet à rendre, en général, correctement compte de la réalité. Il ne possède pas les moyens techniques d’affirmer que, ici, et maintenant, elle ment ou dit la vérité. Chemin faisant, l'expert se fait, sans doute, une « intime conviction », mais ce n'est pas cela qu'on lui demande et, ni juridiquement ni éthiquement, il ne peut en faire état. En effet, une personne peut, ici et maintenant, mentir tout en étant le reste du temps tout à fait « crédible ». Par ailleurs, une personne malade mentale, délirante, peut ne pas être considérée comme généralement crédible, et avoir été, effectivement, dans la réalité, victime d'une agression.
Se pose également à cet égard la question des entretiens avec les enfants, notamment les plus jeunes. La sacralisation de la parole de l'enfant a fait oublier ces dernières années ce que Piaget rappelait : l’enfant, jusqu'à 7 ou 8 ans, ne vit pas dans un monde construit comme celui de l'adulte, et il faut méthode et expérience pour entendre et bien comprendre ce qu'il veut dire. L'examen d'un enfant — comme celui d'un adulte d'ailleurs — n'est pas le simple recueil d'une « parole », mais l'observation d'un comportement global, gestes, souffle, regard, etc. Ce n'est pas manquer de respect vis-à-vis des petits enfants que de rappeler que chez eux, la frontière entre le monde interne de l'imaginaire, de la peur et du désir, et le monde de la réalité extérieure n'est pas bien solide (ni chez bien des adultes aussi d'ailleurs). Il ne s'agit pas là de « mensonge ». Mais voilà pourquoi l'expert psychologue, dont la mission est d'éclairer la Justice sur la dynamique d'une personnalité, son histoire, sa structure, son mode d'être se trouve encore dans la situation paradoxale de jouer un rôle de « petit juge ». Et il le devient, bien souvent à son corps défendant.
L'expert a cependant tout à fait le droit de se déclarer incompétent face à certaines questions du juge et de dire, en motivant sa position, qu'il ne peut répondre à certaines questions. Tout bien considéré, malgré les écueils rencontrés en chemin, l'approche psychologique de certains justiciables demeure une démarche positive et ne peut que contribuer à l'humanisation de la justice.

## Conclusion
Les différents aspects des expertises psychologiques font, depuis plusieurs années l'objet de discussions et concertations tant entre professionnels qu'auprès de la Chancellerie où la place et la spécificité du psychologue, à concrétiser par la rémunération décente d'un travail long et difficile, ne sont pas toujours très bien évaluées. La commission parlementaire mise en place après l’affaire d’Outreau a également travaillé sur la place des expertises de personnalité dans le procès pénal.
À l’heure actuelle, en ce qui concerne le psychologue, on peut insister sur la nécessité d'une formation spécifique pour les experts qui devraient, au préalable, pour accéder à ces fonctions posséder une sérieuse expérience clinique. Ces formations existent sous forme de diplômes universitaires, mais elles sont encore relativement rares, et ne sont pas exigées pour accéder aux fonctions d'expert (quelle que soit, d'ailleurs, son domaine et sa spécialité). Quelques formations s'orientent actuellement vers une pluridisciplinarité, soit qu'elles réunissent, dans le même D.U. (de criminologie), juristes, avocats et psychologues, soit qu'elles s'orientent vers un D.U. inter-université, dispensé à la fois par l’université de Droit et celle de Sciences humaines, un master européen étant, à plus longue échéance, en projet. Il faut également souligner l'importance du dialogue entre experts et magistrats. Ce dialogue est à poursuivre au quotidien et ces échanges permettront une meilleure compréhension mutuelle pour le plus grand bien du justiciable.